# Turbomeca
Turbomeca es un fabricante francés de motores de turbinas de baja y media potencia turbo para helicópteros. La compañía también construye motores de turbinas para aviones y misiles, así como turbinas con propósitos terrestres, industriales y náuticos. El grupo SNECMA compró la compañía en septiembre de 2001.

## Historia
Fue fundada en 1938 por Joseph Szydlowski, un judío polaco que se trasladó a Francia.
Desde 1950, Turbomeca produce el pequeño reactor turbo de flujo centrífugo Palas, que produce una potencia de 1,6 kN (353 lbf). El Palas fue también construido por Blackburn and General Aircraft en el Reino Unido y por Continental en los EE. UU.. Desde 1957, produce el turbohélice Bastan para el Aérospatiale N 262.
Rolls-Royce Turbomeca Limited fue creado en 1968 para desarrollar el reactor Adour para el SEPECAT Jaguar anglo-francés. La compañía desarrolló también el motor turbo RTM322 que motoriza el Westland WAH-64, y algunos modelos del AgustaWestland EH101 y el NHI NH90.
En 2001 Turbomeca y Rolls-Royce ganaron un contrato de mil millones de dólares para dotar de motores a 399 helicópteros NH90 alemanes, franceses y holandeses con sus motores RTM322.

## Modelos de motor

### Turbohélice
Muchos de los motores de Turbomeca llevan el nombre de montañas del Pirineo.
- Arriel
- Arrius
- Artouste
- Astazou
- Makila
- Marboré
- Turbomeca TM 333
- Turmo

### Turborreactores
- Adour - proyecto en conjunto con Rolls-Royce
- Palas
- Palouste

### Turbofán
- Astafan

### Proyectos conjuntos
- Ardiden/Shakti - proyecto conjunto con HAL
- MTR390 - proyecto conjunto con MTU y Rolls-Royce
- RTM322 - proyecto conjunto con Rolls-Royce